# ابن سمجون
العالم العربي المسلم أبو بكر حامد بن سَمِجون، أو سَمْجون، طبيب أندلسي من أبناء القرن الرابع الهجري. كان له يد في تقدم العلوم الصيدلية والعقاقيرية في الأندلس أيام الحكم الثاني والحاجب المنصور بن أبي عامر. وقد توفي حوالي السنة 400 هـ.  ولابن سمجون من الكتب: كتاب الأدوية المفردة وكتاب الأقراباذين.